# Киранти (языки)
Киранти (англ. Kiranti languages) — крупная языковая подгруппа в составе сино-тибетских языков. Языки распространены в Непале и Индии (особенно в штате Сикким и городах Дарджилинг и Калимпонг). На них говорят в основном представители народа кирати.

## Классификация
Языки киранти входят в семью сино-тибетских языков. По предположению Жоржа ван Дрима, языки составляют часть группы махакиранти. Однако большинство учёных не признают её существование. По мнению лингвиста Ла-Поллы, языки киранти могут составлять часть более крупной ветви рунг.

### Классификация по Опгенорту
- лимбу
- восточная подподгруппа
  - большие языки якха
    - атхпаре[англ.]
    - белхаре[англ.]
    - чхинтанг[англ.]
    - чхулунг[англ.]
    - якха

  - языки верховьев реки Арун
    - лохорунг[англ.]
    - меваханг[англ.]
    - ямпху[англ.]
- западная подподгруппа
  - тилунг[англ.]
  - тхулунг[англ.]
  - чхаурасия
    - вамбуле[англ.]
    - джерунг

  - языки верховьев Дудхкоси
    - думи
    - кои[англ.]
    - кхалинг[англ.]

  - северо-западная микрогруппа
    - бахинг[англ.]
    - ваю[англ.]
    - сунвар[англ.]
- центральная подподгруппа
  - микрогруппа кхамбу
    - кулунгский язык
    - начхиринг[англ.]
    - саам[англ.]
    - сампанг[англ.]

  - южная микрогруппа
    - бантава[англ.]
    - дунгмали[англ.]
    - пума
    - чхамлинг[англ.]